# Сыростан (станция)
Сыроста́н — железнодорожная станция четвёртого класса Челябинского отделения Южно-Уральской железной дороги, открыта в 1892 году ходе строительства Самаро-Златоустовской железной дороги. На станции 5 путей и 3 тупика. Станция имеет грузовое и пассажирское значение: Сыростан связан пригородными поездами не только с близлежащими Миассом и Златоустом, но также с Челябинском и Кропачёво. В 2006 году со станции отправлено более 17,5 тысяч пассажиров. В северной части станции находится здание вокзала, построенное в 2005 на месте снесённого в середине 90-х гг. деревянного вокзала. Старое здание было деревянным на каменном фундаменте с залом ожидания, комнатой телеграфиста и кабинетом начальника общей площадью 22,88 квадратных саженей. Восточнее станции на перегоне Сыростан — Тургояк находится «Сыростанская петля» — место, где железная дорога меняет направление более, чем на 270°, почти замыкаясь в кольцо и дважды пересекая реку Малый Сыростан.
В километре к юго-западу от станции находится село Сыростан.
В ночь на 8 (21) октября 1895 год по дороге из Троицкa в Златоуст недалеко от Миасского завода вблизи железнодорожной станции Сыростан был убит Мифтахетдин Акмулла,  башкирский, казахский и татарский просветитель, поэт, мыслитель.

## Происшествия
13 декабря 2012 в 18:20 по московскому времени на перегоне Сыростан — Флюсовая около платформы 1988 км произошло крушение грузового поезда — сход 18 полувагонов с углём. Повреждено 300 метров железнодорожного полотна и три опоры линии электропередач, пострадавших нет. Пассажирские поезда, следующие между Уфой и Челябинском были задержаны либо пущены в обход — через Белорецк. Движение по чётному пути восстановлено 14 декабря, в обоих направлениях — 15 декабря. Ущерб составил 11 миллионов рублей. Причина — неисправность пути.